# Battue (chasse)
Pour les articles homonymes, voir Battue.
 (janvier 2022).
Une battue est un mode de chasse en groupe dans lequel des traqueurs rabattent le gibier chassé vers des tireurs postés.

## Déroulement
Lors d'une battue, les chasseurs sont répartis en deux groupes : les traqueurs et les postés. Les premiers souvent accompagnés de chiens sont les moins nombreux. Leur but est de trouver dans l'enceinte (souvent un espace boisé et/ou fourré) le gibier chassé et de le repousser par des cris et leur présence vers la ligne des chasseurs postés. Les seconds attendent que le gibier passe près d'eux pour le tirer. Il leur est généralement demandé d'arrêter les chiens poursuivant un animal sorti de la zone chassée. Durant la traque les chasseurs communiquent entre eux par des coups de trompe de chasse, indiquant le début ou la fin de la battue, la vue, la mort ou la blessure d'un animal.
La traque peut se faire dans une zone préalablement reconnue par un chasseur y ayant « fait le pieds » : il a fait le tour d'une parcelle, a remarqué des empreintes ou autres traces d'animaux entrant dans cette parcelle, et peu ou moins d'indices de sortie, lui laissant penser que les animaux sont toujours dans la parcelle en question. Les chiens des traqueurs sont alors généralement lâchés sur la piste entrante. Toutefois une battue peut également être réalisée sans cette reconnaissance préalable, les traqueurs battant alors l'intégralité de la zone chassée et plus particulièrement les endroits qu'ils estiment propices au séjour du gibier.

### Sécurité
La réglementation française prévoit que c'est au niveau local que sont élaborées les mesures de sécurité recommandées ou imposées par les fédérations départementales ou interdépartementales. Il est généralement recommandé ou imposé à tous les chasseurs le port d'un vêtement de couleur orange fluo. Le tir doit être fichant, c'est-à-dire effectué vers le sol de façon à éviter les ricochets. Il est recommandé de ne charger son arme qu'une fois arrivé à son poste afin de limiter le risque de tir accidentel (en cas de chute par exemple). Une fois en place, il est d'usage de se manifester auprès des chasseurs postés au plus près afin que chacun repère les zones de tir possibles. Les tireurs postés doivent en principe tirer derrière eux, une fois le gibier passé,. Afin de ne pas se mettre en danger, il est généralement interdit de quitter son poste de tir, même afin de vérifier une balle, avant la fin de la battue. Le tir dans l'enceinte est à proscrire du fait de la présence des traqueurs et des chasseurs postés de l'autre côté. C'est pourquoi les traqueurs ne portent souvent pas d'armes à feu (de plus cela les gène pour passer dans les endroits les plus fourrés). Pour un tir plus sécurisant, l'usage de miradors est recommandé. Une signalisation claire indiquant une chasse en cours est nécessaire pour avertir les promeneurs. Il est recommandé de matérialiser un angle de 30 degrés entre deux piquets de couleur (fluo en général) par rapport à toute direction présentant du danger (autres chasseurs postés, véhicule, bâtiment), la zone entre les deux piquets constituant la fenêtre de tir.
Une corne est utilisée afin d'émettre des signaux audio servant à communiquer entre les chasseurs. Le chef de battue doit décider du nombre de coups qui correspond à un événement, la plupart du temps, le système suivant est adopté :
- 1 coup = Début de traque ;
- 2 coups = Chevreuil ;
- 3 coups = Fin de traque ;
- 4 coups = Sanglier.

Pour le chevreuil et le sanglier, après avoir sonné de la corne, il est possible de crier « rigodon » si l'animal est mort.

## Gibier chassé en battue

### Grand gibier
En France c'est principalement le gros gibier qui est chassé en battue. C'est un mode de chasse qui permet à tous de participer dans les zones où les prélèvements autorisés sont généralement inférieurs au nombre de chasseurs.
C'est généralement le renard, le chevreuil, le sanglier et le cerf qui sont ainsi chassés. Selon le type et le nombre de prélèvements autorisés sur le territoire, le chef de battue peut désigner une catégorie d'animal en particulier (espèce, âge et/ou sexe) ou au contraire laisser toute latitude aux chasseurs. Les renards étant classés comme nuisibles sont généralement systématiquement tirés.
Pour la régulation des « bracelets » sont attribués selon la santé démographique des espèces, le conseil départemental vote tous les 6 ans un nouveau schéma redéfinissant certaines lois, exemple s'il y a une surpopulation de sanglier des bracelets "sanglier indifférent" sont attribués de manière à tirer tout sexes et poids confondu.
Pour le Cerf Élaphe, c'est plus compliqué mais généralement les bracelets sont les suivants : Faon, Biche, Cerf C1, Cerf C2.
Voici les proportions pour maintenir une bonne population selon les espèces :
Sanglier : 30 % de mâle adulte, 10 % de femelle adulte, 70 % de jeune
Chevreuil : ⅓ brocard, ⅓ chevrette, ⅓ chevrillard
Cerf : ⅓ Faon, ⅓ biche dont ⅓ de bichette, ⅓ de cerf coiffé dont ⅓ de daguet
Il existe trois types de territoires de chasse, les chasses domaniales (appartenant à l’État) gérées par l'ONF (Office National des forêts), ce sont ces derniers qui fixent les quotas, les chasses communales (appartenant aux communes) qui sont souvent des ACCA (Association Communale de Chasse Agréée), ces ACCA peuvent faire partie d'un GIC (Groupement Intercommunal de Chasse) servant à gérer des espèces entre plusieurs Communes, et pour finir il y a les chasses privées appartenant à une personne, c'est cette personne qui gère et demande le nombre de bracelets à sa guise.
Dans certains départements, le Sanglier est classé "nuisible".

### Petits gibiers
Le petit gibier à poils ou à plumes peut également être chassé en battue. Les tableaux réalisés sont alors importants mais souvent effectués avec du gibier préalablement lâché.

## Avec ou sans chien

### Chiens
Dans la majorité des battues, des chiens sont utilisés en meute pour lever et pourchasser le gibier. Leur odorat leur permet de détecter des animaux qui pourraient échapper aux traqueurs humains. Les chasseurs utilisent majoritairement des chiens courants ou des terriers. Les « chiens à grandes pattes » (grands courants) sont surtout utilisés sur les grands territoires de chasses, car ils peuvent poursuivre longtemps le gibier, tandis que les terriers et autres bassets sont privilégiés sur les petits territoires, car ils ne vont pas s’acharner à poursuivre un animal sorti depuis longtemps de la zone chassée. Si un tir a blessé un animal qui n'a pu être retrouvé, les fédérations cynégétiques recommandent de faire appel à un conducteur de chien de sang qui suivra la piste de l'animal en question.

### Poussée silencieuse
La poussée silencieuse est une variante peu usitée de la battue, sans chien. Les traqueurs avancent silencieusement. Le gibier fuit de façon moins rapide car il perçoit certes un danger, mais de façon moins aigu qu'avec une meute le pourchassant. Cette méthode permet un tir plus sélectif, le tireur ayant en général le temps de bien identifier sa cible.

## Armes
En France, le tir du grand gibier (chevreuil, sanglier, cerf) ne se fait quasiment plus qu'exclusivement à balle, l'usage de cette dernière est même obligatoire dans un grand nombre de départements. On utilise donc lors de battue au grand gibier des fusils chargés de balles ou des carabines. Ces dernières, qui sont des armes rayées, sont plus précises et permettent un tir à plus longue distance que les fusils. La munition et le calibre de l’arme doit en principe être conforme au gibier choisi. En outre, la législation impose une puissance de 1 000 joules à 100 m pour les balles.
Les armes autorisées en battue en France sont celles autorisées à la chasse :
- Fusil avec de nombreuses limitations départementales sur le type de plomb et les animaux possibles.
- Carabines à verrou ou à pompe à répétition manuelle, maximum 11 coups (10 cartouches dans le chargeur + 1 cartouche dans la chambre).
- Carabines semi automatiques, maximum 3 coups (2 cartouches dans le chargeur + 1 cartouche dans la chambre).

Les calibres des munitions communément utilisées lors des battues permettent ensuite une sélection de balles de plusieurs poids (en grammes (g) ou grain (gr)), plusieurs technologies (plomb, plomb demi chemisée, non-plombeuse (cuivre, étain alimentaire, etc.), noyau soudé, etc.) qui sont adaptés à certains animaux :
| Calibre              | Origine du calibre | Poids (en grains ou grammes)       | Adapté pour les animaux                                                 | Commentaire |
| -------------------- | ------------------ | ---------------------------------- | ----------------------------------------------------------------------- | --- |
| 243 Win (243W)       | US                 | 100gr                              | Renard, petit Chevreuil                                                 | Trajectoire très tendue, permettant de ne pas avoir à faire d'ajustement sur la lunette en fonction des distance lors de l’affût ou de ne pas avoir à compenser pour des tir de battue un peu lointain (tirs lointains déconseillés de toute manière). |
| 7x64                 | Européen           | 125gr (9g) à 175gr (11,5)          | Chevreuil, petit sanglier                                               | Large palette de poids de balles. Classique européen. |
| 308 Win (308W)       | US                 | 180gr                              | Chevreuil, petit sanglier                                               | Très précis, très large choix de cartouches manufacturées à des prix très attractifs. |
| 30-06 SPRG           | US                 | 150 gr (9,72 g) à 220 gr (14,26 g) | Chevreuil, sanglier, cerf, élan, orignal                                | Précis, puissant, large choix de cartouches manufacturées à des prix très attractifs, très répandu aux États-Unis, autorisé en France pour la chasse depuis 2013 et en forte progression. Plus "lent et lourd" que le 308W.                            |
| 9.3x62               | Européen           | 293gr                              | Chevreuil, sanglier, cerf, élan, orignal                                | Très bien car permet d'envoyer des balles "lentes et lourdes" qui sont très adaptées (puissance d’arrêt et dégâts faibles sur la venaison). Favoris des battues française, classique européen .                                                        |
| 9.3x74 R             | Européen           | 265gr                              | Chevreuil, sanglier, cerf, élan, orignal                                | Puissance d'arrêt, classique européen. |
| 300 Win Mag (300 WM) | US                 | 250gr                              | Chevreuil, sanglier, cerf, , élan, orignal, gibier dangereux de brousse | Très rapide et puissance d'arrêt, mais avec un recul très important. Utilisé pour les tirs à longue distance. Souvent des dommages sur la venaison. |
| 338 Win Mag (338WM)  | US                 | 150gr à 300 gr (19 g)              | Long / Longue                                                           | Chevreuil, sanglier, cerf, , élan, orignal, gibier dangereux de brousse Grosse puissance d'arrêt. Considéré moins précis que le 338 Lapua Magnum. |

Il est à noter que le type de balle a plus d'importance que son poids :
- Les balles chemisées cuivres (FMJ) sont interdites. Elles transpercent l'animal et le blessent souvent mortellement mais sans le tuer net. L'animal mettrait trop longtemps à mourir et ne pourrait pas être retrouvé et abattu, prolongeant inutilement ses souffrances.
- Les balles en plomb simple (sans demi chemisage ni sans soudure entre la chemise et le noyau) vont éclater en de multiples fragments au point d'impact en surface, et donc faire une blessure superficielle. Ce sont les premiers types de balles à avoir été conçus mais sont maintenant considérés comme moins bon que les ogives chemisées ou à soudure.
- Les ogives (balles) avec soudure entre la chemise et le noyau ou en cuivre ou étain sont conçues pour faire une expansion plus contrôlée que le plomb, et donc de rester en un seul morceau profondément dans l'animal mais sans toutefois le traverser comme une balle chemisée le ferait. Cela résulte en un point d'impact (et éventuellement de sortie) d'assez faible diamètre, mais des dommages internes très important sur les organes touchés car la balle a "champignoné" à cause de l'expansion de celle-ci quand elle touche une matière plus dure que l'air. Le résultat est une mort rapide, sans fuite de l'animal.
- Les balles à perceur interne en acier ont un noyau en plomb, cuivre ou étain, très souvent une chemise partielle en cuivre sur le plomb, et une tige d'acier ou de tungstène au centre. Cette dernière va continuer son chemin profondément dans les organes internes de l'animal alors que la balle expanse dedans et transfère un maximum de son énergie cinétique dans les premiers organes touchés. Cela entraîne une mort très rapide.

Pour les battues au renard uniquement, il est possible d'utiliser du plomb ou des balles.
Certains départements autorisent également le tir du chevreuil au plomb no 1 ou no 2.

## Critiques
Regrouper sur un espace concentré tant d'armes létales peut engendrer des accidents parfois mortels, tant au sein des chasseurs que sur des tiers (La responsabilité du chasseur qui commet un accident est bien sûr engagée, mais aussi celle du responsable de battue, notamment s'il n'a pas mis en œuvre les mesures de sécurité). Le strict respect des consignes limite ce risque.
On reproche aussi aux prélèvements par battue leur caractère indifférencié, notamment sur les espèces au dimorphisme sexuel peu prononcé (sanglier, chevreuil pendant la période de chute des bois) contrairement à d'autres méthodes (affût, approche ou poussée silencieuse).
Aujourd'hui, la battue est de plus en plus souvent remplacée par la traque-affût, qui permet d'importants gains en matière de sécurité, d'efficacité, de discrétion et d'éthique.